# Mia Carragher
Mia Carragher (Liverpool, 14 mei 2004) is een Brits actrice. Ze is de dochter van oud-voetballer Jamie Carragher.

## Jeugd
Carragher werd geboren op 14 mei 2004. Ze ging tussen 2017 en 2022 naar de Tring Park School for the Performing Arts in Hertfordshire en studeerde acteren aan het Lee Strasberg Theatre and Film Institute in New York, Verenigde Staten. Daarnaast trainde ze aan de Rare Studio in haar geboortestad Liverpool.

## Carrière
Carragher had haar eerste rol in de film One Night in Istanbul in 2014. Tien jaar later had ze een rol in het Channel 4 mysterie crimedramaserie The Gathering, dat zich afspeelde in Liverpool. Ook had ze een hoofdrol in de korte film The Watering Hole in 2024.
Carragher had een rol in Misteltoe and Wine naast Charlotte Kirk en Jason Isaacs, geregisseerd door Jamie Adams. Daaropvolgende rollen had Carragher in de dramaserie Maigret en de film Let’s Love naast Martin Freeman en Malin Akerman.
In juli 2025 werd Carragher gecast als Katniss Everdeen in de Hongerspelen theateradaptie The Hunger Games: On Stage, gespeeld in het Troubadour Canary Wharf Theatre in Londen.

## Persoonlijk
Carragher is de dochter van voormalig Liverpool FC speler Jamie Carragher en zijn vrouw Nicola. Haar broer James Carragher is ook profvoetballer en komt uit voor Wigan Athletic FC en als international voor Malta. Ze is van Maltese en Ierse afkomst via haar grootouders.

## Filmografie

### Films
| Jaar | Film                  | Rol        | Opmerking  |
| ---- | --------------------- | ---------- | ---------- |
| 2014 | One Night in Istanbul | Blauw kind | Film       |
| 2024 | The Watering Hole     | Liv        | Korte film |

### Televisie
| Jaar | Serie         | Rol  | Extra  |
| ---- | ------------- | ---- | ------ |
| 2024 | The Gathering | Tash | 2 afl. |